# Poecilimon cognatus
Poecilimon cognatus är en insektsart som först beskrevs av Franz Xaver Fieber 1853.  Poecilimon cognatus ingår i släktet Poecilimon och familjen vårtbitare. Inga underarter finns listade i Catalogue of Life.